# Jacques Olivier
Pour les articles homonymes, voir Olivier (homonymie).
 (novembre 2013).
Si vous disposez d'ouvrages ou d'articles de référence ou si vous connaissez des sites web de qualité traitant du thème abordé ici, merci de compléter l'article en donnant les références utiles à sa vérifiabilité et en les liant à la section « Notes et références ».
Jacques Olivier (né le 14 avril 1944 à Hull) est un homme politique québécois. Il est député à la Chambre des communes du Canada de 1972 à 1984, ministre en 1984 et maire de Longueuil de 2001 à 2005.

## Biographie
Pendant sa jeunesse, il travaille à l'hôpital Charles-LeMoyne, devenant représentant syndical de cet hôpital, puis le chef de la Fédération nationale des employés d'hôpitaux. En 1970, le premier ministre du Canada Pierre Elliott Trudeau le nomme assistant au cabinet du Canada pour les relations de travail.
À l'élection fédérale générale du 30 octobre 1972, Olivier est élu à la Chambre des communes du Canada dans la circonscription de Longueuil comme député du Parti libéral du Canada. Il est réélu député à l'élection générale de 1974. De 1976 à 1978, il est secrétaire parlementaire du ministre canadien du Travail.
Il est réélu député aux élections générales de 1979 et de 1980. Après l'élection de 1980, Olivier est à la tête du caucus québécois du Parti libéral du Canada. En janvier 1984, Trudeau le nomme ministre d'État à la condition physique et au sport amateur. John Turner, devenu le nouveau chef du Parti libéral du Canada en 1984, le fait sortir du cabinet. La même année, Olivier est défait dans sa circonscription lors de l'élection générale.
Après sa défaite, Olivier devient concessionnaire pour Ford à Saint-Hubert et, bientôt, il rejoint la Corporation des concessionnaires automobiles du Grand Montréal et du Québec.
En 1987, il se présente à la mairie de Longueuil, en banlieue de Montréal, mais est défait. En 2001, il est élu maire de la nouvelle ville fusionnée de Longueuil, et devient le vice-président du comité exécutif de la Communauté métropolitaine de Montréal. Olivier dirige son propre parti municipal, l'Équipe Olivier, qui détient une importante majorité au conseil municipal de Longueuil.